# Niederried bei Kallnach
Niederried bei Kallnach (toponimo tedesco) è una frazione di 295 abitanti del comune svizzero di Kallnach, nel Canton Berna (regione del Seeland, circondario del Seeland).

## Storia

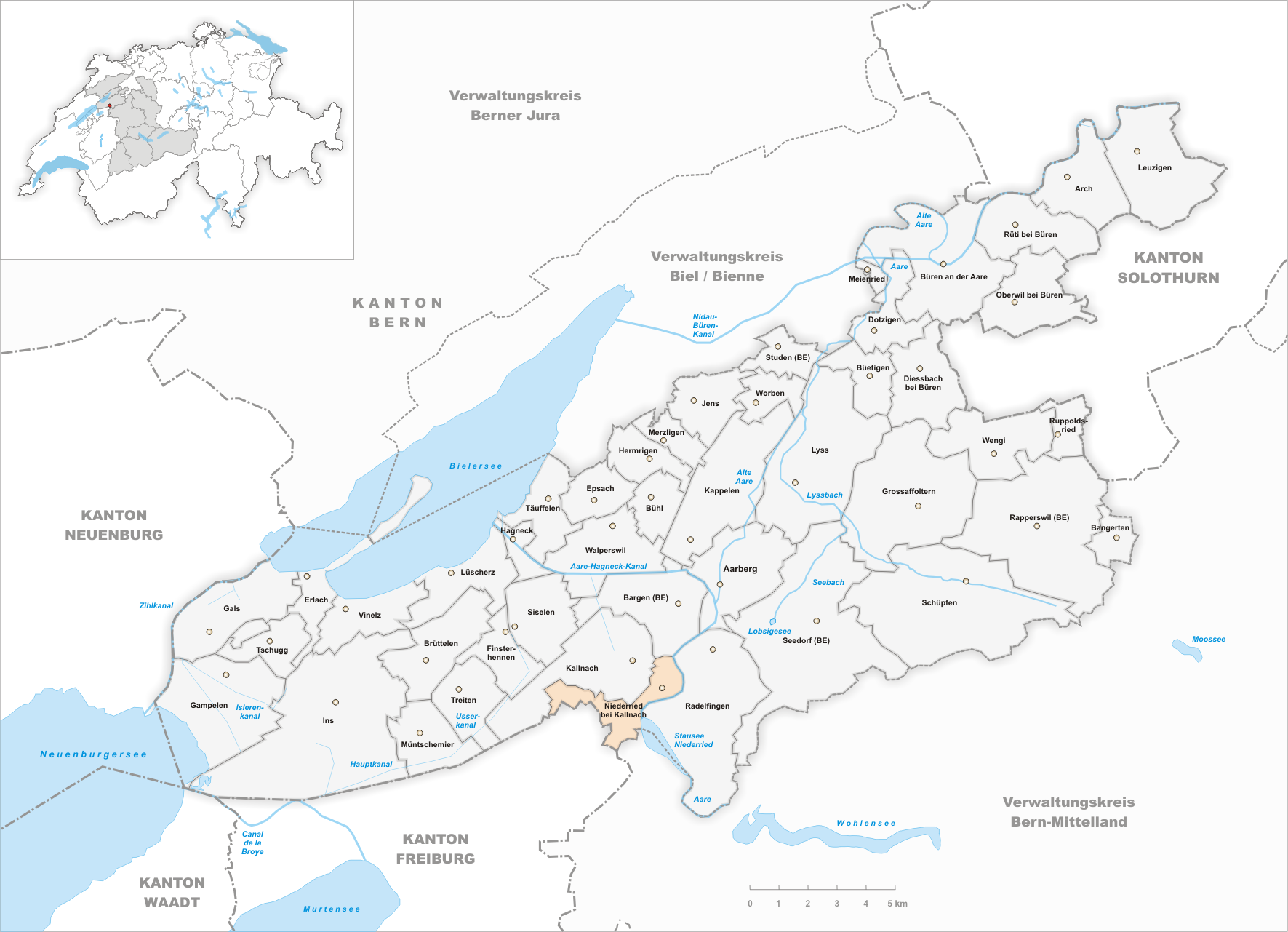
Il territorio del comune di Niederried bei Kallnach prima degli accorpamenti comunali del 2013

Già comune autonomo che si estendeva per 4,6 km² e che comprendeva anche il quartiere di Neumatt, il 1º gennaio 2013 è stato accorpato a Kallnach.

## Società

### Evoluzione demografica
L'evoluzione demografica è riportata nella seguente tabella:
Abitanti censiti

## Cultura

### Istruzione
Niederried bei Kallnach dispone di una scuola elementare. Le scuole medie più vicine si trovano a Kallnach.

## Amministrazione
Ogni famiglia originaria del luogo fa parte del comune patriziale che ha la responsabilità della manutenzione di ogni bene comune.